# إسحاق غراسي
إسحاق غراسي (بالإنجليزية: Isaac Gracie) هو مغن مؤلف بريطاني، ولد في 28 أكتوبر 1994 في لندن في المملكة المتحدة.

## وصلات خارجية
- الموقع الرسمي
- إسحاق غراسي على موقع IMDb (الإنجليزية)
- إسحاق غراسي على موقع ميوزك برينز (الإنجليزية)
- إسحاق غراسي على موقع أول ميوزيك (الإنجليزية)
- إسحاق غراسي على موقع ديسكوغز (الإنجليزية)